# Phẫu thuật Mohs
Phẫu thuật Mohs, được phát triển vào năm 1938 bởi một bác sĩ phẫu thuật tổng quan, Frederic E. Mohs, là phẫu thuật được kiểm soát bằng kính hiển vi dùng để điều trị các loại ung thư da phổ biến. Trong quá trình phẫu thuật, sau mỗi lần cắt bỏ mô và trong khi bệnh nhân chờ đợi, mô được kiểm tra các tế bào ung thư. Việc kiểm tra đó thông báo quyết định loại bỏ mô bổ sung. Phẫu thuật Mohs là phương pháp tiêu chuẩn vàng để có được sự kiểm soát lề hoàn toàn trong quá trình loại bỏ ung thư da (CCPDMA  –   hoàn thành chu vi ngoại biên và đánh giá lề sâu) sử dụng mô học phần đông lạnh. Phẫu thuật CCPDMA hoặc Mohs cho phép loại bỏ ung thư da với biên phẫu thuật rất hẹp và tỷ lệ chữa khỏi cao.
Tỷ lệ chữa khỏi bằng phẫu thuật Mohs được trích dẫn bởi hầu hết các nghiên cứu là từ 97% đến 99,8% đối với ung thư biểu mô tế bào đáy nguyên phát, loại ung thư da phổ biến nhất. :13 Thủ tục Mohs cũng được sử dụng cho ung thư biểu mô tế bào vảy, nhưng với tỷ lệ chữa khỏi thấp hơn. Ung thư tế bào đáy tái phát có tỷ lệ chữa khỏi thấp hơn bằng phẫu thuật Mohs, nhiều hơn trong khoảng 94%. :7 Nó đã được sử dụng trong việc loại bỏ khối u ác tính -in-situ (tỷ lệ chữa khỏi 77% đến 98% tùy thuộc vào bác sĩ phẫu thuật) và một số loại u ác tính (tỷ lệ chữa khỏi 52%). :4  :211-20
Chỉ khác cho phẫu thuật Mohs gồm dermatofibrosarcoma protuberans, keratoacanthoma, các khối u tế bào hình thoi, ung thư biểu mô tuyến bã, ung thư biểu mô ở phần phụ microcystic, ung thư biểu mô tế bào Merkel, Bệnh Paget vú, fibroxanthoma không điển hình, và leiomyosarcoma. :193-203  Bởi vì quy trình Mohs được kiểm soát bằng phương pháp vi mô, nó cung cấp loại bỏ chính xác các mô ung thư, trong khi các mô khỏe mạnh không bị ảnh hưởng. Phẫu thuật Mohs cũng có thể hiệu quả hơn về chi phí so với các phương pháp phẫu thuật khác, khi xem xét chi phí phẫu thuật cắt bỏ và phân tích mô bệnh học riêng biệt. Tuy nhiên, phẫu thuật Mohs nên được dành riêng để điều trị ung thư da ở những vùng giải phẫu trong đó việc bảo tồn mô là vô cùng quan trọng (mặt, cổ, tay, chân dưới, bàn chân, bộ phận sinh dục).

## Công dụng
Phẫu thuật Mohs không nên được sử dụng trên thân người hoặc tứ chi đối với ung thư da không biến chứng, không có khối u có kích thước dưới một centimet. Trên các bộ phận này của cơ thể, các rủi ro vượt quá lợi ích của phẫu thuật. Do nguy cơ tái phát cao trong số các lý do khác, phẫu thuật Mohs có thể được xem xét cho bệnh ung thư da ở tay, chân, mắt cá chân, cẳng chân, núm vú hoặc bộ phận sinh dục.